# Estação Gaspar Ricardo
A Estação Gaspar Ricardo foi uma estação ferroviária pertencente ao Ramal Mairinque-Santos da antiga EFS.
Foi inaugurada em 1930 e localizava-se no município de São Vicente-SP.
Ela foi a primeira estação do trecho da baixada na ferrovia. Foi inaugurada com festas e um trem especial vindo de Santos; nessa época a estação tinha o nome de Estaleiro, por conta do morro do Estaleiro, que se encontrava nas proximidades.
Em 1936, o edifício definitivo foi concluído, e a linha foi ligada ao restante do ramal, que já havia descido a serra. A partir daí, a estação passou a ter o nome de Gaspar Ricardo.
A estação recebia passageiros entre 1936 e 1997, época em que operava os trens de longo percurso da Sorocabana e posteriormente da Fepasa, entre Mairinque e Santos, e mais tarde, entre Embu Guaçu e Santos.
A partir de 1997, a estação deixou de atender passageiros e, desde então, encontra-se abandonada e depredada.